# Hanna Klimiec
Hanna Iharauna Klimiec (biał. Ганна Iгараўна Клімец, ur. 4 marca 1998 w Baranowiczach) – białoruska siatkarka, grająca na pozycji atakującej, reprezentantka kraju.
Karierę sportową rozpoczęła w 2010 roku. Po trzech latach zadebiutowała w białoruskiej najwyższej klasie rozgrywkowej w barwach Atlanta Baranowicze. W 2014 roku wywalczyła srebrny medal mistrzostw Białorusi, a rok później brązowy. W 2015 roku przeniosła się do rosyjskiej Urałoczki Jekaterynburg, gdzie występowała do 2020 roku.
W sezonie 2020/2021 była zawodniczką Dinama Moskwa. Następnie występowała we włoskim Acqua & Sapone Roma Volley Club, z którego po jednym sezonie przeniosła się do tureckiego Kuzeyboru SK.
Wraz z reprezentacją Białorusi w 2019 roku wywalczyła brązowy medal Ligi Europejskiej.

## Sukcesy klubowe
Liga białoruska:
- 2014
- 2015

Puchar Białorusi:
- 2015[7]

Liga rosyjska:
- 2016, 2021
- 2018, 2019, 2020

## Sukcesy reprezentacyjne
Liga Europejska:
- 2019